# Rhombosolea plebeia
Espèce
Statut de conservation UICN

 LC  : Préoccupation mineure
Rhombosolea plebeia est une espèce de poissons plats marins de la famille des Pleuronectidae, endémique des côtes de Nouvelle-Zélande.
Le poisson naît avec un corps rond et des yeux de chaque côté. Durant sa croissance, son corps s'aplatit et ses yeux se rangent du côté droit. À l'âge adulte, sa taille est de 25 à 35 cm. Rhombosolea plebeia capture ses proies et se cache de ses prédateurs grâce à son camouflage.
Représenté dans la culture maorie, le poisson fait l'objet d'une consommation importante en Nouvelle-Zélande. Rhombosolea plebeia est considéré comme une espèce de préoccupation mineure par l'Union internationale pour la conservation de la nature et n'est pas protégé.

## Description
Comme d'autres poissons plats, la larve naît avec des yeux de chaque côté de la tête et un corps rond, nageant à la verticale. Lorsqu'il grandit, ses yeux se déplacent vers le côté et son corps prend la forme d'un diamant, nageant parallèlement au sol. Sur son côté droit, le poisson est généralement d'une couleur brun-vert sombre ou gris avec quelques taches. Son côté gauche, sans œil, est blanc.

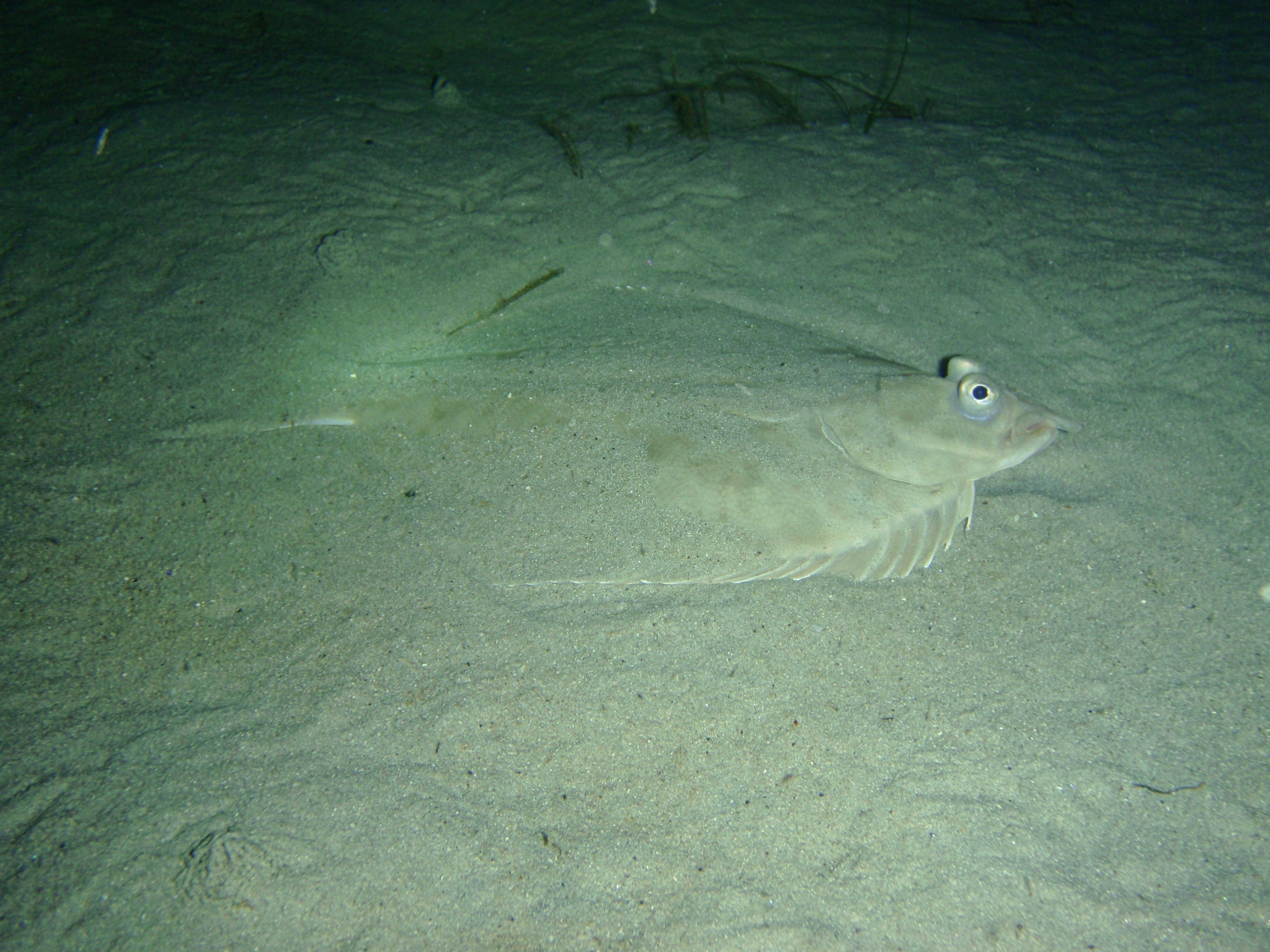
Rhombosolea tapirina, espèce de la famille de Rhombosolea plebeia, se camouflant dans le sable.

Durant la journée, Rhombosolea plebeia s'allonge au sol et se camoufle presque parfaitement dans le sable ou la boue. Comme les caméléons, les pigments de sa peau peuvent changer de couleur pour se fondre dans le décor. Seul ses yeux globuleux bleu-vert le trahissent. Rhombosolea plebeia nage en ondulant ses nageoires dorsales. S'il se sent menacé, il utilise sa queue pour se propulser. Il ne possède pas de vessie natatoire et ne quitte le fond marin que faire la cour et se reproduire.
La taille moyenne de Rhombosolea plebeia adulte est de 25 à 35 cm, avec une taille maximale de 45 cm ; les femmes sont généralement plus grandes que les mâles. Les poissons de l'île du Nord sont plus petits que ceux de l'île du Sud. Son corps est un peu plus haut que long. Le poisson adulte pèse moins de 800 grammes.
Comme les autres espèces de Rhombosolea, il est possible de déterminer l'âge d'un poisson grâce à la taille de son otolithe.

## Biologie et écologie

### Alimentation
Rhombosolea plebeia se nourrit grâce à sa vésicule vitelline, jusqu'à ce qu'il soit en âge de se sustenter lui-même. L'adulte est adapté pour se nourrir la nuit, dans le sable ou la boue. Il chasse à l'affût, se cachant grâce à son camouflage dans l'attente qu'une proie s'approche. Rhombosolea plebeia se nourrit de divers invertébrés (crabes, crevettes, crustacés, ophiures, vers) et petits poissons, qu'il repaire à la vue ou au toucher. Il ingère également des détritus de boue, de sable et des algues lorsqu'il se nourrit,.

### Cycle de vie

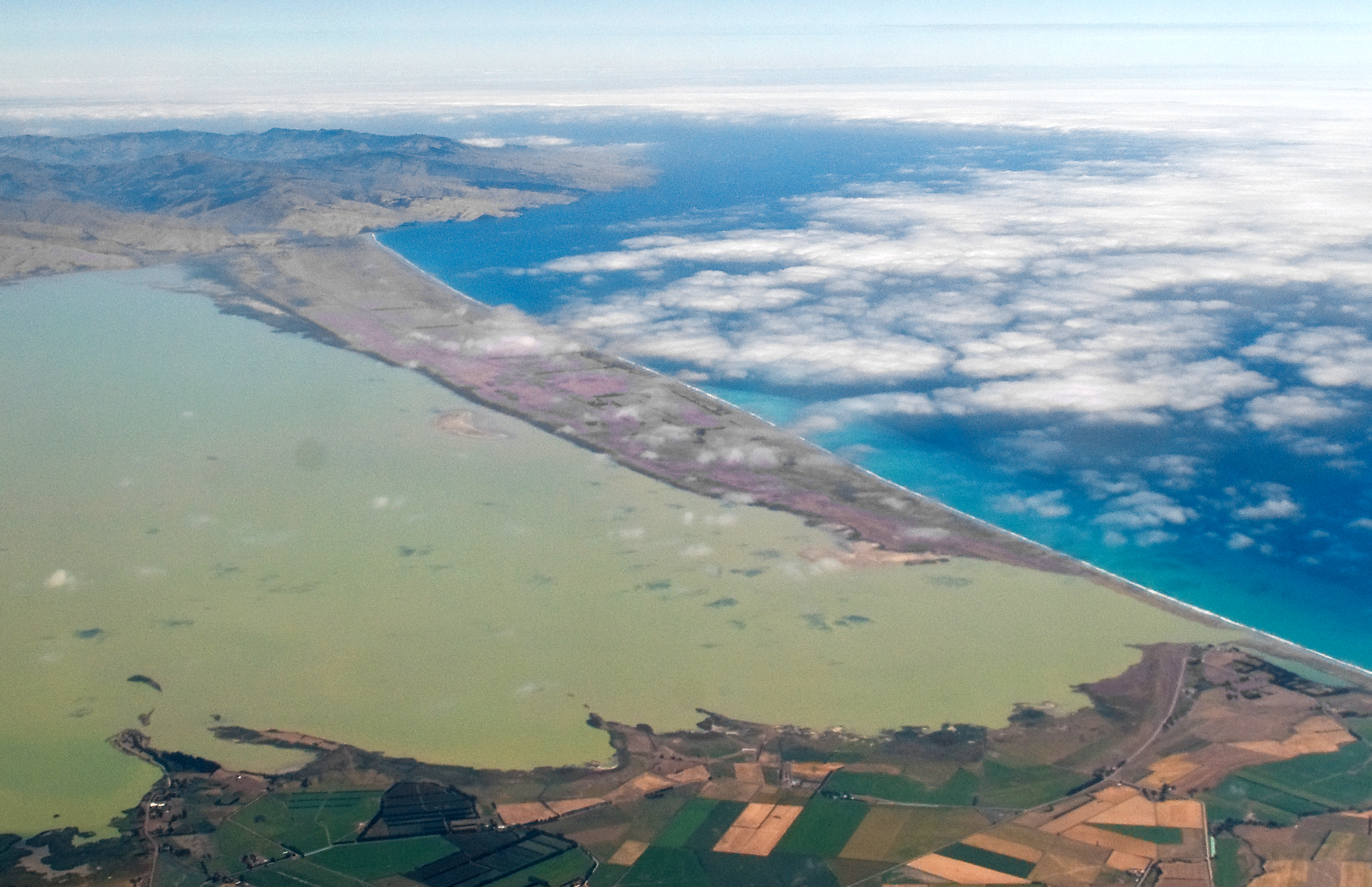
Les jeunes poissons peuvent être amenés par les vagues dans le lac Ellesmere/Te Waihora.

La localisation géographique de Rhombosolea plebeia détermine sa période de reproduction. Dans le nord, la période de reproduction s'étend de mars à décembre. Dans le sud, elle se déroule principalement au printemps (septembre à décembre). Une étude menée dans le golfe de Hauraki, sur l'île du Nord, estime que la femelle pond entre 100 000 et 500 000 œufs, selon sa taille au moment de la ponte. Les frais sont pondus dans la mer et sont rapportés vers la côte par les vagues.
Les larves se nourrissent d'abord grâce à leur vésicule vitelline. Par la suite, elles trouvent leur propre nourriture, ce qui leur permet d'atteindre un demi-centimètre à l'âge de trois semaines. À cet âge, l'œil gauche passe du côté droit ; ce mouvement donne au poisson sa bouche tordue. Le corps de Rhombosolea plebeia grandit sur les côtés et s'aplatit, perdant sa forme ronde. Cette transformation rend la nage difficile et épuisante pour les larves. Les jeunes poissons coulent vers le fond et commencent à apprendre à nager comme des adultes, en ondulant leurs nageoires latérales et en utilisant leur queue pour accélérer.
Le jeune poisson se retrouve dans les eaux peu profondes des estuaires et des vasières, où il reste jusqu'à sa maturité vers l'âge de deux ans. Adulte, il migre vers des eaux profondes de 30 à 50 centimètres pour se reproduire,. Après sa première migration, Rhombosolea plebeia vit dans des eaux peu profondes (0 à 50 m) au printemps et en été et des eaux plus profondes (50 à 100 m) en automne et hiver. Le mâle arrive à maturité à une taille de 10 centimètres, pouvant atteindre 15 à 17 centimètres. La femelle grandit plus vite, avec une taille de 16 à 20 centimètres à maturité, et jusqu'à 23-24 cm à deux ans. À l'âge de trois ans, les femelles atteignent leur taille moyenne de 30 centimètres. Rhombosolea plebeia vit en moyenne jusqu'à trois ou quatre ans. Il se reproduit ainsi pendant environ deux ans.

### Prédateurs et parasites
Le camouflage des poissons plats, dont celui de Rhombosolea plebeia, leur permet de se cacher de leurs prédateurs. Outre la coloration de leur peau, ils utilisent leurs nageoires pour jeter du sable ou de la boue, qui atterrit sur leur corps et les rend presque indétectables. Rhombosolea plebeia reste toutefois la proie de poissons plus grand que lui : l'abadèche rose, l'aiguillat commun, le chef maori (en), le poisson-crapaud commun (en) ou encore le requin-hâ. L'homme est le principal prédateur du poisson, qui fait l'objet d'une consommation importante en Nouvelle-Zélande.
Dans une étude menée dans l'estuaire Avon Heathcote (en), il a été découvert que Rhombosolea plebeia abrite plusieurs parasites dont des trématodes (dans 24 % des poissons), des plaques fongiques (13 %), Hedruris spinigera (en) (6 %), Nerocila orbignyi (en) et Heteracanthocephalus peltorhamphi (< 1 %).

## Répartition et habitat
Rhombosolea plebeia est endémique de Nouvelle-Zélande, où il est relativement commun. Il se rencontre dans la plupart des eaux côtières autour de la Nouvelle-Zélande. Sa plus large population se trouve dans la baie de Tasman et sur la côte orientale de l'île du Sud,.
Rhombosolea plebeia vit généralement dans des eaux d'une profondeur inférieure à 50 mètres, même s'il est possible d'en trouver jusqu'à 100 mètres. On le retrouve dans des baies, des graus ou en pleine mer, et plus rarement dans des estuaires ou le lac Ellesmere/Te Waihora (lorsque celui-ci est ouvert),. Rhombosolea plebeia se plaît dans les vasières côtières, sans préférence marquée pour un substrat particulier (sable, galets, argile), même s'il est commun dans les sables (comme son nom anglais l'indique). Les jeunes poissons grandissent pendant deux années dans les eaux peu profondes de l'estran et de l'étage infralittoral, avant de rejoindre des eaux plus profondes à l'âge adulte.

## Taxinomie et dénominations

### Taxinomie et étymologie

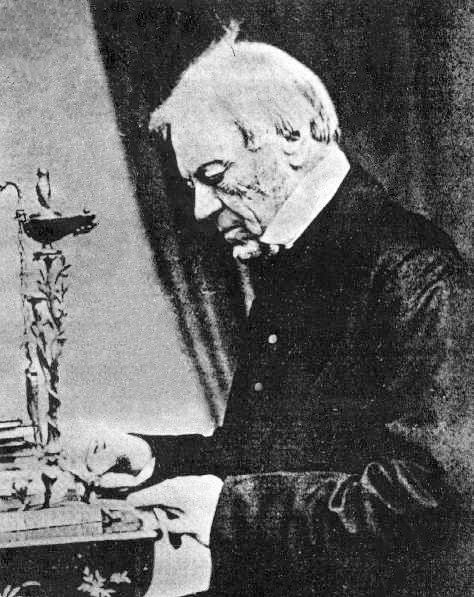
Rhombosolea plebeia est formellement décrit en 1843 par le naturaliste John Richardson.

Le nom valide complet (avec auteur) de ce taxon est Rhombosolea plebeia (Richardson, 1843). Rhombosolea proviendrait du grec rhombos (« parallélogramme ») et du latin solea (« sandale »). Son épithète spécifique, du latin plebeius, « place publique », n'a pas d'explication avérée mais pourrait faire référence au fait qu'on le trouve dans la plupart des eaux côtières de la Nouvelle-Zélande ; cette épithète a été proposé initialement par le naturaliste suédois Daniel Solander. 
L'espèce a été initialement classée dans le genre Rhombus sous le protonyme Rhombus plebeius Richardson, 1843,. Ce poisson avait auparavant été nommé par le naturaliste suédois Daniel Solander (1733-1782) mais celui-ci n'en avait fait qu'une description incomplète se limitant à sa coloration ; de fait il n'est pas retenu comme auteur de ce taxon. Néanmoins Richardson a conservé l'épithète spécifique proposé par Solander.
L'espèce Rhombosolea plebeia est désormais classée dans le genre Rhombosolea, lui-même placé dans la sous-famille Rhombosoleinae (famille Pleuronectidae),, qui est parfois considérée comme une famille à part entière sous le nom de Rhombosoleidae,.

### Noms vernaculaires
En Nouvelle-Zélande, Rhombosolea plebeia est connu sous le nom de sand flounder (« flet des sables »),,. En maori, son nom est pātiki.
D'autres noms communs lui sont parfois donnés en anglais : New Zealand flounder, (« flet de Nouvelle-Zélande »),  New Zealand dab, (« limande de Nouvelle-Zélande »), diamond flounder, (« flet diamant »), square flounder, (« flet carré »), three-corners flounder, (« flet à trois angles »)  et tinplate flounder, (« flet de fer blanc »).
En France, comme plusieurs autres poissons, Rhombosolea plebeia peut être vendu sous les noms de « camarde » ou « plie de Nouvelle-Zélande ».

### Synonymes
Rhombosolea plebeia a pour synonymes, :
- Apsetta thompsoni Kyle, 1901
- Bowenia novaezealandiae Haast, 1873
- Rhombosolea thompsoni (Kyle, 1901)
- Rhombus plebeius Richardson, 1843

## Relations avec l'homme
Rhombosolea piebeia est un aliment traditionnel pour les Maoris de Nouvelle-Zélande, qui apprécient son goût et son abondance. Les pātiki sont historiquement pêchés à l'aide de filets la journée ou par harponnage la nuit. Le poisson est un motif récurrent dans l'art maori, notamment par le motif de tissage pātikitiki en forme de diamant et dans le design des manu aute, les cerfs-volants traditionnels.
Les premiers Européens considèrent Rhombosolea piebeia comme l'une des meilleures espèces de poissons de Nouvelle-Zélande. Sa popularité conduit à une baisse de sa population dès les années 1860. Au XXIe siècle, Rhombosolea plebeia est considéré comme une espèce de préoccupation mineure par l'Union internationale pour la conservation de la nature et n'est pas protégé. Sa pêche fait toutefois l'objet de quotas dans le cadre du Quota Management System néo-zélandais (QMS),. Les pêcheurs amateurs attrapent les poissons à la senne, à la lance ou grâce à des filets fixes. La pêche commerciale s'effectue au chalut ou par des filets fixes, cette dernière technique étant la plus commune.

### Publication originale
- (en) John Richardson, « Report on the present state of the ichthyology of New Zealand », Report of the British association for the Advancement of Science, Londres, vol. 12,‎ 1843, p. 12-30 (ISSN 0262-690X, lire en ligne, consulté le 27 décembre 2023).